# سیارک ۲۱۴۴
سیارک ۲۱۴۴ (به انگلیسی: 2144 Marietta، نامگذاری:1975BC1) دو هزار و صد و چهل و چهارمین سیارک کشف شده‌است که در ۱۸ ژانویه ۱۹۷۵ کشف شد.
قدر مطلق سیارک برابر ۱۱٫۰۰ است.